# 杨林站
杨林站是位于中华人民共和国云南省昆明市嵩明县杨林镇的一个铁路车站，有沪昆铁路经过，建于1941年，1966年准轨化，至1988年设有面积1400平方米的站房:229,230。隶属中国铁路昆明局集团，是四等站，现办理客货运业务。车站及其上下行区间均已电气化，距离贵阳站582公里。